# Hieracium floccidorsum
Hieracium floccidorsum là một loài thực vật có hoa trong họ Cúc. Loài này được Omang mô tả khoa học đầu tiên năm 1900.